# The Venus chained
The Venus chained es una película documental Francés de 2023 dirigida por Guillaume Gevart producido por Jacob Rothschild y Dylan Besseau. Obtuvo la mención honorífica en Student World Impact Film Festival.

## Sinopsis
Este documental aborda el tema de la prostitución dando voz a activistas del Movimiento Nest. Su objetivo es explorar los aspectos económicos y psicológicos de este problema que afecta a más de 30.000 personas en Francia, 10.000 de las cuales son menores. Destacando a figuras como la abogada Anne Bouillon, Myriam Bigeard, electa local en Loira Atlántico especializada en igualdad de género, y la médica forense Judith Trinquart.